# Боковский районный краеведческий музей
Боковский районный краеведческий музей — краеведческий музей в станице Боковская Ростовской области. Музей основан в 1976 году, открыт 5 мая 1982 года.
Адрес музея: Ростовская область, Боковский район, ст. Боковская, пер. Теличенко, 18.

## История и описание
В 1976 году ветеран Великой Отечественной войны Александр Данилович Красноглазов на страницах газеты «Сельская новь» (№57 от 11 мая 1976 года) обратился к жителям Боковского района с предложением увековечить историю района и создать краеведческий музей.
Боковский районный краеведческий музей открыт 5 мая 1982 году в станице Боковская Ростовской области по инициативе Боковского райкома партии (1-й секретарь РК КПСС Пётр Иванович Маяцкий) после того, как для него было построено двухэтажное здание.  В музее собрано 2637 экспонатов. Музей состоит из семи залов.
В зале музея с экспозицией «Природа нашего края» находятся экспонаты, посвященные растительному и животному мире Боковского района. Это чучела животных и птиц, гербарии растений, куски окаменевшего дерева, чучела обитателей водоемов, картины с изображениями окрестностей станицы Боковской.
В зале музея с экспозицией «Далёкое прошлое нашего края» находятся старые фотографии первых домов хутора Боков, атаманского станичного правления, старинные самовары, ковшики, горшки, прялка, домашняя утварь, одежда жителей станицы.
В третьем зале рассказывается об истории установления советской власти на Дону, о сельском хозяйстве хутора. Здесь представлены старые фотографии, карты и плакаты, подлинные документы участником Октябрьской революции и Гражданской войны.
В четвёртом зале представлены материалы об экспедиции Ф. Г. Подтелкова и М. В. Кривошлыкова, представлен  почвообрабатывающий инвентарь, для которого использовали силу лошадей и волов. В зале оказаны  старинные монеты и денежные купюры.
В этом же зале собраны экспонаты о Герое Социалистического труда, жителе станице Боковской В. Е. Теплухине. Здесь собраны его фотографии, грамоты, ленты ударника труда, воспоминания о нем. В зале повествующем о годах Великой Отечественной войны 1941-1945 годов, представлены военно-исторические реликвии.
В «Шолоховском зале» собраны фотографии писателя Михаила Шолохова, его портрет, книги на многих языках, репродукции картин к кинофильмам, снятым по его произведениям.
В зале с экспозицией «Донское казачество» собрана казачья утварь, костюмы, предметы домашнего интерьера. В выставочном зале музея проводятся встречи ветеранов, отмечаются праздники, проходят конференции.
В станице Боковской установлен бюст Героя Советского Союза Якова Платоновича Теличенко. Бюст является объектом культурного наследия  регионального значения (решение Малого совета Ростовского областного совета народных депутатов № 325 от 17.12.1992 года.).